# Hard to Die
Hard to Die è un film statunitense del 1990 diretto da Jim Wynorski. È un film d'azione dai risvolti thriller e horror su un gruppo di donne che restano intrappolate in un grattacielo deserto con un killer folle alle calcagna.

## Produzione
Il film fu prodotto e diretto da Jim Wynorski (accreditato come Arch Stanton) e girato a Los Angeles, in California.
Il titolo di lavorazione fu Nighty Nightmare II. Titoli alternativi sono Sorority House Massacre 3 e Tower of Terror. La sceneggiatura fu scritta da Mark Thomas McGee e James B. Rogers e il film fu interpretato da Gail Harris e Melissa Moore. Jonathan Winfrey fu uno dei produttori insieme a Wynorski. Il film è caratterizzato da una storia simile a quella di Sorority House Massacre II con cui condivide anche alcune attrici del cast.

## Distribuzione
Il film fu distribuito dalla New Horizons di Roger Corman. Alcune delle uscite internazionali sono state:
- negli Stati Uniti (Hard to Die)
- in Venezuela (Misión mortal)

## Promozione
Nella locandina, il film viene definito la versione femminile di Trappola di cristallo (anche il titolo è molto simile al titolo originale di quest'ultimo, Die Hard).